# Enwironmentalistyczna Partia Agrarna

Logo PAA

Enwironmentalistyczna Partia Agrarna (PAA) jest to albańska partia polityczna założona w 1991 roku, z inicjatywy Luftera Xhuveliego. Obecnym przywódcą partii jest Agron Duka. PAA od 2003 roku jest partią reformatorską propagując ideologię wolnego rynku w systemie gospodarczym. W 1997 roku partia osiągnęła wynik wyborczy wynoszący 0,65%, co pozwoliło partii na wprowadzenie jednego posła do parlamentu. W wyborach w 2001 roku partia zdobyła 2,6% i wprowadziła trzech kandydatów do parlamentu, którymi byli: Lufter Xhuveli ze strefy 125, Ndue Preka ze strefy 126 oraz Refat Dervina ze strefy 127.
W wyborach samorządowych w 2003 roku PAA tworzyła koalicje wyborczą z Socjalistyczną Partią Albanii. Koalicja wyborcza PAA-Socjaliści zwyciężyła w trzech albańskich gminach. W wyborach parlamentarnych w 2005 roku partia otrzymała 88 605 (6,5%) głosów, co pozwoliło partii na wprowadzenie 4 kandydatów do parlamentu.
W 1998 roku Lufter Xhuveli został mianowany ministrem rolnictwa, natomiast w 2002 roku objął funkcję ministra środowiska, z której zrezygnował w 2003 roku.